# 古田山国家级自然保护区
古田山国家级自然保护区位于中国浙江省开化县，属于白际山脉的一部分，与江西省婺源县、德兴市毗邻，总面积8,107公顷。主峰青尖海拔1,258米，为典型的江南古陆强烈上升的山地地貌，属中亚热带湿润季风区。主要保护对象是白颈长尾雉和黑麂, 以及典型的亚热带常绿阔叶林。
古田山年平均温度15.3℃，无霜期约250天。年平均降水量1,963.7毫米，每年3–6月为第一雨季, 7–8月为伏旱期, 8月底到9月为第二雨季, 10月到翌年2月为干季。
土壤类型有红壤、红黄壤、黄红壤及高山草甸土。